# Изумо
Изумо (јап. 出雲市) град је у Јапану у префектури Шимане. Према попису становништва из 2005. у граду је живело 146.307 становника.

## Становништво
Према подацима са пописа, у граду је 2005. године живело 146.307 становника.
| 1995.   | 2000.   | 2005.   |
| ------- | ------- | ------- |
| 146.214 | 146.960 | 146.307 |